# Odradek

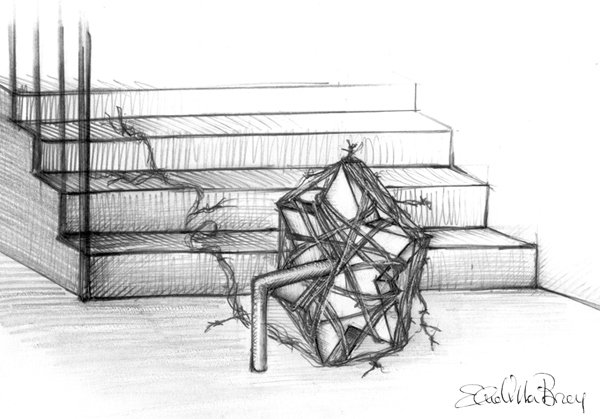
Ilustración del Odradek por parte de Elena Villa Bray.

El Odradek es una criatura imaginaria que aparece en el cuento corto Las preocupaciones de un padre de familia de Franz Kafka. La descripción física del Odradek lo muestra como un carrete de hilo plano y con forma de estrella, añadiéndole además algunos otros apéndices.
Más adelante en el cuento, Kafka le confiere características más humanas al Odradek, pudiendo pararse en dos patas y hablar. El narrador incluso llega a tener unas pocas conversaciones con el Odradek, durante las cuales se enfatiza la naturaleza nomádica y posiblemente inmortal de la criatura.
Odradek también se encuentra descrito en el bestiario moderno El libro de los seres imaginarios de Jorge Luis Borges.

## Interpretaciones
Como en todos los textos de Kafka, esta criatura y su descripción pueden leerse desde diferentes puntos de vista. No es posible definir exactamente qué es el Odradek, ni tampoco qué es lo que Kafka creía que Odradek era al momento de escribir la historia. Una posible interpretación literal de la obra es que el Odradek representa cualquier objeto inútil e inofensivo que se mantiene en una casa sin razón aparente. Sin embargo, muchos otros niveles de significado se pueden inferir de esta historia.

### Crítica al capitalismo
Willi Goetschel analiza Las preocupaciones de un padre de familia" desde diferentes puntos de vista. En su artículo indica que bajo el ojo de la crítica literaria marxista esta historia podría verse como una crítica al capitalismo en su estado de apogeo. El Odradek representa los bienes de consumo, siendo "lo que queda de la vida una vez que todo se ha reducido al materialismo".
Anya Meksin concuerda con que este análisis es aplicable desde la perspectiva marxista. Odradek, hecho del hilo que se utiliza para remendar, representa el mundo de objetos prácticos hechos por el hombre, objetos aislados del trabajo humano que los produjo. En este caso podemos ver que la relación entre el padre de familia y el Odradek representa la relación alienada entre el proletario y los bienes de consumo que él mismo ha creado. La idea de que el Odradek sobrevivirá al narrador y la angustia que esta situación le causa pueden interpretarse como la idea de que estos bienes de consumo serán heredados por sus hijos y nietos, y así trascenderán al obrero que los hizo, pero de forma en que el obrero mismo será completamente ignorado.

### Objetificación de la memoria
De acuerdo a Goetschel, desde un punto de vista freudiano se puede considerar al Odradek como "el regreso psicológico de lo reprimido". En este caso, es una representación de los eventos o ideas que se olvidan, o que se eligen olvidar, pero vuelven a aparecer vez tras vez. El Odradek se esconde en lugares oscuros tal como los miedos humanos, o puede yacer delante del zaguán advirtiéndonos que no debemos entrar. Esta clase de recuerdos y advertencias serían las cosas de las que el padre de familia debe preocuparse, recuerdos reprimidos que nunca terminan de irse.

### Interpretación religiosa
Otra interpretación del texto puede verse desde la óptica religiosa, Goetschel indica que la forma de estrella plana de la criatura podría estar apuntando a que el Odradek representa la tradición (específicamente la Tradición judía), la cual pasa de generación en generación, añadiéndose algunos fragmentos de hilo más tras cada generación.
De acuerdo a Meksin, el Odradek representa una ruptura entre el mundo del padre de familia y cierto mundo trascendente a él. El Odradek es inmortal, se esconde en las sombras cargando su mensaje de generación en generación, y siendo testigo de todas ellas. Meksin continúa su análisis en esta dirección indicando que la descripción física del Odradek, del cual penden dos palitos de madera cruzados en ángulo recto, puede recordarnos la crucifixión.

### Odradek como antagonista
En el análisis realizado por Slavoj Žižek, el énfasis se centra en el hecho de que el Odradek "tuvo alguna vez una forma adecuada a una función, y que ahora está rota", y de esta manera debería ser parte de un todo. La relación entre el narrador (un padre de familia) y la criatura puede ser ese todo, y por lo tanto el Odradek puede verse como el complemento del narrador, quien también debería estar roto, con partes de él mismo puestas en forma del Odradek. Por eso el Odradek es algo de lo cual el padre de familia debe preocuparse, o debe cuidar.
Varias características descritas en el texto muestran al Odradek como opuesto al narrador, por ejemplo:
- El narrador está particularmente preocupado por el hecho de que incluso cuando él deje de existir, el Odradek le sobrevivirá y seguirá haciendo exactamente lo que hace ahora. El Odradek es inmortal mientras que el padre de familia debe morir.
- El Odradek no tiene un propósito ni una función, mientras que el narrador es un hombre a cargo de una familia, teniendo así un propósito bien definido.
- El domicilio del Odradek es incierto, mientras que el narrador vive precisamente en la casa en la que se producen sus encuentros con el Odradek.

## Etimología
En el primer párrafo de Las preocupaciones de un padre de familia, Kafka introduce algunos conceptos muy vagos acerca de la etimología de la palabra "odradek". Indica que podría tener un origen eslavo o alemán, pero que ninguna de estas interpretaciones nos acerca a algún significado inteligente para la palabra. Meksin indica que este primer párrafo es a la vez una broma jugada a los esfuerzos académicos que en el futuro se realizarían para entender esta historia, y también es una pista para encontrarle cierto significado a la palabra. Existe cierto verbo del eslavo antiguo denominado "odradeti", el cual significa "desaconsejar", que podría considerarse como raíz de la palabra. Esto indica que el nombre odradek en sí mismo apunta a algo que trata de disuadir al lector de intentar encontrarle un significado. Odradek sería, en este caso, una forma de denominar algo que carece de sentido, una especie de paradoja semántica.
Žižek indica que odradek también es parte de un anagrama de la palabra griega dodekaedron. Esta interpretación de la palabra es consistente con el hecho de que el Odradek se asemeja a algo que está roto y le falta alguna parte.
Otro significado posible de la palabra es propuesto por Goetschel, basándose en el hecho de que Kafka suele realizar juegos de palabras con los nombres de sus personajes. Indica que odradek contiene la palabra checa que significa "cuervo", lo cual es a la vez una traducción del nombre Kafka. Se deduce así que el Odradek refiere al mismo Kafka, de la misma manera que Gregorio Samsa de La Metamorfosis, Josef K. de El Proceso y K. de El Castillo también refieren a él.